# Edmond Rostand

Edmond Eugène Alexis Rostand, född 1 april 1868 i Marseille, död 2 december 1918 i Paris, var en fransk författare och poet, som bland annat skrev versdramat Cyrano de Bergerac (1897).

## Biografi
Edmond Rostand härstammade från en rik köpmanssläkt och studerade juridik i Paris. Han var en av dem som försvarade Alfred Dreyfus. 1901 blev Rostand medlem av Franska akademien.
Det romantiska och heroiska dramat Cyrano de Bergerac (1897) blev en stor succé och spelades 700 gånger i sträck. Krigaren och poeten Cyrano de Bergerac blev en nationell idealgestalt. Samtidigt var pjäsen en protest mot 1880-talsnaturalismen.

## Verk utkomna på svenska
- Chantecler: Drama på vers i fyra akter, 1927 (1910)
- Cyrano de Bergerac: heroisk komedi i fem akter, på vers, 1900, nyöversättning 1999 (1897)
- Örnungen: Versifierat drama i sex akter, 1916 (L'Aiglon 1900)
- Fantasticks: en parabel om kärlek, med ord av Tom Jones ...; musik av Harvey L. Schmidt; efter en pjäs "Les roman[e]sques" 1894 av Edmond Rostand, 1988
- Cyrano de Bergerac: efter Edmond Rostands heroiska komedi, bild: Per Gustavsson; text: Jesper Högström (barnbok)